# Relations entre le Laos et l'Union européenne
Les relations entre le Laos et l’Union européenne remontent aux années 1970. Actuellement[Quand ?], les relations reposent sur un accord de coopération signé en 1997 par la Communauté européenne avec le Laos. La délégation de l’Union a ouvert en 2003.

## Sources

## Compléments